# San Lorenzo (Californië)
San Lorenzo is een plaats in Alameda County in Californië in de VS.

## Geografie
De totale oppervlakte bedraagt 7,2 km² (2,8 mijl²) waarvan 7,2 km² (2,8 mijl²) land is en slechts 0,36% water is.

## Demografie
Volgens de census van 2000 bedroeg de bevolkingsdichtheid 3.052,3/km² (7.893,4/mijl²) en bedroeg het totale bevolkingsaantal 21.898 als volgt onderverdeeld naar etniciteit:
- 63,32% blanken
- 2,81% zwarten of Afrikaanse Amerikanen
- 0,89% inheemse Amerikanen
- 15,48% Aziaten
- 0,48% mensen afkomstig van eilanden in de Grote Oceaan
- 10,82% andere
- 6,21% twee of meer rassen
- 24,65% Spaans of Latino

Er waren 7.500 gezinnen en 5.677 families in San Lorenzo. De gemiddelde gezinsgrootte bedroeg 2,92.

## Plaatsen in de nabije omgeving
De onderstaande figuur toont nabijgelegen plaatsen in een straal van 8 km rond San Lorenzo.